# Jindřich Kolda
Jindřich Kolda (*1979) je český historik, archivář, vysokoškolský pedagog a překladatel z polštiny. V letech 2021 až 2025 vedl Katedru pomocných věd historických a archivnictví na Filozofické fakultě Univerzity Hradec Králové.

## Životopis
Jindřich Kolda se narodil roku 1979. Studoval na Filozofické fakultě Univerzity Hradec Králové, kde roku 2013 získal bakalářský titul v oboru historie – archivnictví. Roku 2015 získal magisterský titul v oboru archivnictví, téma jeho diplomové práce bylo Celestinky na Novém Městě pražském (1739-1782). O čtyři roky později obhájil disertační práci Benediktinky u sv. Jiří na Pražském hradě v raném novověku a získal titul Ph.D.. Za svou disertační práci získal Cenu prof. Zdeňka Kárníka.
Pracoval v Národním památkovém ústavu, později působil v hospitálu Kuks. V letech 2013 až 2017 byl archivářem v Českém farmaceutickém muzeu. Od roku 2017 působí jako odborný asistent na Katedře sociální a klinické farmacie Farmaceutické fakulty UK v Hradci Králové, o dva roky později se stal odborným asistentem na Katedře archivnictví a pomocných věd historických FF UHK. V roce 2020 byl pověřen vedením katedry a od roku 2021 se stal jejím plnohodnotným vedoucím. V této funkci skončil k 1. lednu 2025, kdy jej nahradil Vojtěch Kessler jako společný ředitel KPVHA a Historického ústavu.

## Dílo
Jindřich Kolda se zaměřuje na dějiny ženských řeholních společenství, řádových knihoven, zdravotnictví a Kuksu v raném novověku.
- KOLDA Jindřich, BOLOM KOTARI Martina, Brána moudrosti otevřená: Knihy a knihovny broumovského kláštera, 2020.
- KOLDA Jindřich, HRDINA Ignác Antonín, Historická knihovna Hospitalu Kuks a její romanisticko-kanonistický fond, 2014.